# Cromatisme en literatura medieval
El Cromatisme en Literatura medieval és el que s'entén com l'ús dels colors per expressar idees o sentiments. Es tracta d'una pràctica literària d'ús comú a l'edat mitjana (voltant del segle XII), tant en poètica com en literatura heràldica, que es basa en el paper simbòlic i al·legòric que tenen els colors en la literatura medieval.
Durant aquesta època, tant la literatura com altres formes d'expressió artística (pintura) fan un ús extens dels colors i de les percepcions cromàtiques per expressar simbolismes i idees. Així, segons s'ha estudiat posteriorment, s'estableixen certs simbolismes associats als colors, i també a les textures. Alguns d'ells són ambigus, ja que poden representar dimensions contràries.
Els simbolismes més rellevants són els següents: 
- El blanc simbolitzava, normalment, la bellesa femenina i la puresa. Això guarda relació amb la presència de l'Església Cristina a l'època, ja que es considerava la dona com a representant de puresa i pràcticament divinitat, percepcions associades al color blanc.
- El Vermell és un color d'estudi ambigu. Per una banda era el color dels cardenals i papes, per la qual cosa podia representar l'església i la cristiandat, però també s'han recollit casos en què representa el pecat, Satanàs i la maldat.
- El verd també representa ambigüitats: en certs casos simbolitza la fe Cristiana i en d'altres és representatiu de lo inestable, malèfic i venenós.
- Per altra banda, un dels simbolismes més destacats és el del color Daurat, per contrapartida al color groc. El daurat era un dels colors més utilitzats en literatura i pintura. És percebut com el color de la llum, la calor i l'energia, les connotacions més fortes i positives de l'època. Per contrapartida, el groc es considera el daurat apagat, i representa per tant la traïció. En nombrosos poemes s'han trobat exemples d'aquest simbolisme. Un dels més destacats és a la Chanson de Roland, on el personatge d'en Ganeló, un traïdor, es vesteix de groc. aquest simbolisme és un dels que s'ha vist més repetits durant la història medieval, però també a la història recent. alguns historiadors sostenen que el significat de l'Estrella groga que els jueus eren obligats a dur durant l'Alemanya Nazi prové de l'edat mitjana.[1]

Per altra banda, és important destacar que es feia una separació important dels colors blanc i negre respecte a la resta de colors. Però, contràriament a les percepcions d'avui en dia, el negre no simbolitzava l'absència de color sinó que simbolitza un color més, i el mateix succeeix amb el color blanc. Segons Michael Pastoreau, un dels principals investigadors del simbolisme i psicologia dels colors, el negre s'associa a les adversitats, la mort i el pecat, pel que fa al seu origen bíblic. No obstant, afirma que durant el curs de la història s'ha establert també com el color de l'autoritat i la justícia. Per la seva banda, reafirma que el blanc no era considerat en cap cas l'absència de color, sinó que simbolitzava la puresa, d'innocència i la virginitat, així com el matrimoni cristià, i que molts cops aquests conceptes quedaven plasmats en la referència a la neu en la literatura.
s'han estudiat també, l'aparició de certs termes llatins que es creu que feien referència als colors, tot i que en alguns casos no es té del tot clar el significat. S'han trobat referències al terme “perse” pel que fa a la descripció dels colors o textures de la roba, pel que es creu que podria ser al nom dels colors clars o marrons que configuraven la roba de l'època. Per altra banda, el termes “glaucus”, “celureus”, i “blois”, podrien fer referència als colors groc i blau.
El terme “sinople” es pot interpretar de dus maneres diferents: en poesia fa referència als tons vermells, mentre que en heràldica es refereix al color verd.
Le Roman de la Rose, una de les obres de literatura medieval més llegides, també constitueix un exemple de l'ús d'aquesta pràctica literària. Durant tota l'obra es demostra la influència de les percepcions del colors en l'edat medieval, sobretot pel que fa a la descripció de paisatges.
Un altre exemple de la presència de cromatisme en literatura medieval és als poemes del trobador Arnaut Daniel. Concretament podem llegir els següents versos: 
Er vei vermeills, vertz, blaus, blancs, gruocs, 
vergiers, plais, plans, tertres e vaus;
e·il votz dels auzels son' e tint
ab douz acort maitin e tard:
so·m met en cor q’ieu colore mon chan
d'un'aital flor don lo fruitz si’amoros
e jois lo grans e l'olors d'enuo grandes
Arnaut Daniel, BdT 29, 4 (v-1-7).
La traducció en Català, per Jordi Cerdà al Material Didàctic de la UOC és la següent: 
Ara veig vermells, verds, blaus i blancs i grocs vergers, matolls, plans, pujols i valls; i la veu dels ocells sona i dringa amb dolç acord matí i tarda. Això em du a acolorir el meu cant amb tal flor, el fruit del qual sigui amor, el seu gra sigui goig i l'olor, l'estalvi d'enuig